# Kapela sv. Marte u Podkraju
Kapela sv. Marte, rimokatolička kapela u Podkraju kod Travnika.
Sagradio ju je 2019. godine župnik vlč. Vito Šošić sa župljanima oko 200 metara od mjesta gdje je bila prva crkva u Đelilovcu. Kapela je spomen na prvu crkvu na području župe, crkva sv. Ante Pustinjaka u Đelilovcu, Podrkaj. 29. srpnja blagoslovio je kapelu gučogorski arhiđakon mons. dr. Pavo Jurišić. Na svetu Martu će se u budućim vremenima slaviti Sveta misa kod kapele koja je sagrađena na spomen prve crkve.